# Thomas Barker

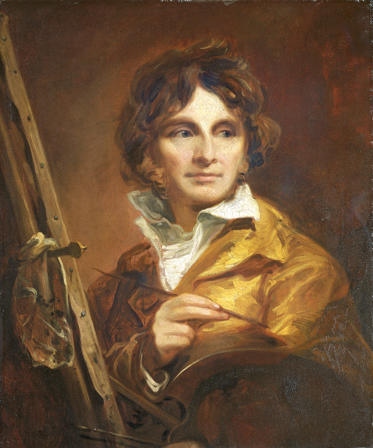
Zelfportret, ca. 1800

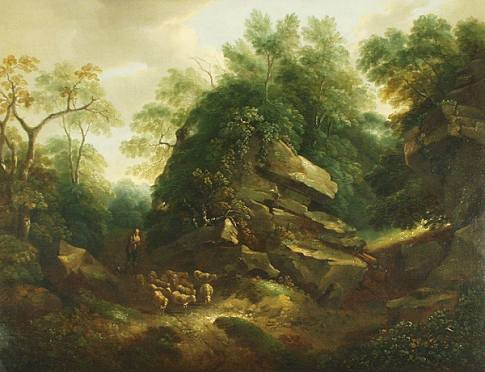
Hampton Rocks, Morning, Victoria Art Gallery, Bath

Thomas Barker, ook bekend als Barker van Bath (Pontypool, Monmouthshire, 1769 - Bath, 11 december 1847) was een Brits kunstschilder, oorspronkelijk afkomstig uit Wales. Hij was een zoon van de (plateel)schilder Benjamin Barker en een broer van de schilders Joseph Barker en Benjamin Barker.
Toen hij 16 was verhuisde het gezin naar Bath. Barker toonde al vroeg een groot tekentalent. Hij was volledig autodidact en leerde het vak door het kopiëren van oude meesters. Zijn eerste succes boekte hij in 1787 ('Houtsprokkelaar met hond', 1787, Tate Gallery).
In Bath kwam hij in aanraking met zijn latere mecenas, de plaatselijke zakenman Charles Spackman. Deze stelde hem in staat in Londen te studeren en een periode van drie jaar door te brengen in Italië, van 1791 tot 1794. Na terugkomst vestigde hij zich in Bath, waar hij naam maakte als kopiist en portret- en landschapsschilder. Zijn genretaferelen werden vaak op porselein en andere materialen nageschilderd. Hij keerde regelmatig terug naar Wales, waar hij en zijn broers inspiratie vonden in het landschap. Zijn op Thomas Gainsborough geïnspireerde romantische landschappen bereikten een grote populariteit.
Van 1791 exposeerde Thomas Barker geregeld bij onder meer de Royal Academy of Arts en de British Institution in Londen.
Barker had vier dochters en vier zoons. Deze laatsten begaven zich ook allen in het schildersvak. Thomas Jones Barker (1813-82) was landschaps- en historieschilder, Benjamin Barker jr. (1817-89) was kopiist, John Joseph Barker (1824-1904) vervaardigde landschappen en genrestukken. Octavius William Barker (1826) voltooide enkele late werken van zijn vader en vervalste er ook enkele.